# کوینین (الجزایر)
کوینین (به عربی: کوینین) یک شهرداری در الجزایر است که در ناحیه الوادی واقع شده‌است. کوینین ۱۰٬۰۷۶ نفر جمعیت دارد و ۷۴ متر بالاتر از سطح دریا واقع شده‌است.